# Bergenska proga
Bergenska proga ali Bergenska železnica (norveško Bergensbanen ali nynorsk Bergensbana) je 371 kilometrov dolga slikovita železniška proga standardnega tira med Bergnom in Hønefossom na Norveškem. Ime se pogosto uporablja za celotno pot od Bergna prek Drammna do Osla, kamor vozijo potniški vlaki, razdalja 496 kilometrov. Je najvišja glavna železniška proga v severni Evropi, ki prečka planoto Hardangervidda na 1237 metrih nadmorske višine.
Železnica je bila odprta od Bergna do Vossa leta 1883 kot ozkotirna proga. Leta 1909 so pot nadaljevali čez goro do Osla in celotno pot spremenili v standardno tirno širino, proga Voss pa je postala del Bergenske proge. Proga je enotirna in je bila elektrificirana v letih 1954–64. Bergenska proga je v lasti in vzdrževanju Bane NOR, potniške vlake oskrbuje Vy Tog, tovorne pa CargoNet. Flåmska železnica ostaja edina stranska proga po zaprtju proge Hardanger. Zahodni odsek od Bergna do Vossa je prav tako povezan z bergensko primestno železnico, ki je bila skrajšana po odprtju predora Ulriken leta 1966.

## Zgodovina

### Linija Voss
Prvo dokumentirano idejo o gradnji železnice med dvema največjima norveškima mestoma je predstavil Hans Gløersen 24. avgusta 1871 v Bergenspostnu. Gozdni nadzornik v Vossu je predlagal gradnjo železnice prek Vossa in Hallingdala, da bi se povezala s progo Krøderen. Leta 1866 je ista oseba začela idejo o liniji Jæren. V nekaj dneh po uvedbi Bergenske proge je mestni svet podprl predlog. Leta 1872 so se direktor železnice Carl Abraham Pihl in dva inženirja odpravili na raziskovalno turnejo, da bi si ogledali predlagano progo. Takrat je bilo običajno, da so predlogi za železnice izhajali iz lokalne pobude in da so lokalne občine in zasebni investitorji nato plačali približno 20 % naložb, ostalo pa država, večinoma s tujim dolgom.

#### Politični procesi
20. oktobra 1871 sta dva inženirja prečkala dve možni poti od Bergna do Vossa; ena preko Fane, Os in Hardangerfjorda, druga preko Dalea in Sørfjorda. Čeprav pokriva manj poseljeno območje, bi bilo slednje cenejše za gradnjo in bi imelo manjšo višino. 25. januarja 1872 je bil ustanovljen železniški odbor z omejenim mandatom, ki se je 20. decembra ponovno povečal. Istočasno je prišlo do spora med ministrstvom za delo in Pihlom o tem, ali dati Bergenski liniji prednost, vendar so julija 1872 raziskave osebno opravili Pihl in dva inženirja, njihovo poročilo pa je bilo pozitivno. Istočasno je predstavil zamisel o podružnici Valdres do Lærdala.
Do leta 1873 je bil dosežen dogovor glede prednosti do Vossa, vendar ne naprej proti Oslu. 13. januarja 1874 je mestni svet Bergna začel izdajati delnice za linijo Voss, za začetek je bilo izdanih 400.000 norveških speciedaler (1,6 milijona NOK). Na parlamentarnih volitvah leta 1873 je bil izvoljen zagovornik železnice Peter Jebsen, ki je naslednjih nekaj let besno branil železnico. Parlament se je odločil, da na zasedanju leta 1874 ne bo izdal novih železniških projektov in je namesto tega izdelal popoln načrt za vso železniško gradnjo v državi, ki naj bi ga predlagal odbor. Ko je bilo poročilo objavljeno 20. marca 1875, Vossova linija ni bila vključena, saj ni mogla prikazati višje dobičkonosnosti od 1 %. Med zasedanjem leta 1875 ni bilo večine za Voss Line, delno zaradi pomanjkanja kapitala, ki je na voljo lokalnim vlagateljem. To je temeljilo na trditvi Johana Jørgena Schwartza, predsednika odbora, da so bili naložbeni stroški podcenjeni. Temu se je zoperstavil Nils Henrik Bruun, konstruktor iz Bergna, ki je bil pripravljen zgraditi vse predore na železnici za manj od predvidene vsote. Ko je bil Jebsen poleg tega pripravljen delovati kot osebno jamstvo za Bruuna v primeru njegove smrti, se je večina v parlamentu premaknila. 9. junija 1875 je parlament z 61 proti 42 glasoval za izgradnjo Vossebanena.

#### Gradnja
Vossebanen je bila zgrajena kot ozkotirna, širine 1067 mm. Prvi deli gradnje so se začeli decembra 1875, največji del pa marca 1876. Pozimi so inženirji naredili še zadnje podrobnosti na načrtih. V vsakem trenutku je najmanj 800 ljudi delalo na gradnji, na vrhuncu pa je bilo zaposlenih 1800 ljudi. Delali so 12 ur na dan, za kar so imeli dnevno plačo 2,55 NOK, kar je najvišja plača za mornarice v državi. Delovna sila je v veliki meri prihajala s Švedske, ki je pravkar končala progo Norveška/Vänern in je imela presežek kvalificirane delovne sile za gradnjo. Ta uvoz delovne sile je povzročil črpanje denarja v lokalno gospodarstvo in ob progi je bilo zgrajenih več gostiln. Bilo je nekaj nesreč in več smrti med delavci.
Gradbena dela so bila končana leta 1882 in začeli so se nekateri poskusni servisi, čeprav načrtovani šele spomladi 1883. Uradna otvoritev se je začela 11. julija 1883. Številni mornarji so se po izgradnji naselili na Vossebanen in začele delati za Norveške državne železnice (NSB) kot del operacije.

### Gradnja Bergenske proge
Do takrat, ko je bila linija Voss dokončana, je Norveška zašla v recesijo. Parlament ni bil pripravljen dati več denarja železnicam in država se je morala zadovoljiti s prometnim načrtom, uvedenim leta 1886, ki ni sledil nobenemu financiranju. 1. marca 1894 je parlament po petih dneh razprave s 60 glasovi proti 53 izbral gradnjo Bergenske proge. Predlaganih je bilo več različnih poti, vključno čez Krøderen ali navzdol po Numedalu (ki je kasneje dobil progo Numedal). Na koncu je bil izbran Hallingdal, ki se povezuje s Hønefossom in preko Sandvike. Da bi prihranili stroške, bi predhodna proga povezala Hønefoss z Roo z odcepom Roa–Hønefoss Line. Zadnja etapa bi potekala ob progi Gjøvik do Osla. Proga bi se s sistemom povezala tudi prek proge Randsfjorden v Hønefossu.
Lokalno financiranje je bilo pripravljeno v enem letu, vendar je trajalo šest let, da so pravilno pregledali progo, začetek gradnje pa je moral počakati do leta 1901. Gradnja se je začela z gradnjo cest za oskrbo gradbišč, dokončana leta 1902. Gradnja je bila izjemno zahtevna, na visoki nadmorski višini v regiji brez cest in s podnebjem, kjer je bilo pozimi veliko metrov snega in temperature daleč pod lediščem. Zgraditi je bilo treba 113 predorov v skupni dolžini 28 kilometrov; najdaljši je 5311 metrov predor Gravehalsen, sam je stal 3 milijone NOK in je najdaljši predor severno od Alp. Gradnja je trajala šest let in so ga morali ročno izkopati skozi trdni gnajs. Polaganje proge se je začelo leta 1906, leta 1907 pa sta se skupini, ki sta začeli na svojem koncu, srečali pri Ustaosetu. Na kraju samem je bilo organizirano manjše slavje.
Odločeno je bilo, da bo Bergenska proga, za razliko od proge Voss, zgrajena s standardno tirno širino. Tako je bilo treba na novo postavljeno progo od Bergna do Vossa preoblikovati pravočasno za odprtje Bergenske proge. To je bilo še posebej zahtevno zaradi neprekinjenega prometa na progi, s 36 odhodi na dan v Nesttun, šest v Garnes in štiri v Voss. Pri pripravi je bilo treba poravnati nekaj ovinkov, razširiti predore in utrditi mostove. V noči z 10. na 11. avgust 1904 so zamenjali celotno progo in zjutraj so lahko vlaki vozili po standardnem tiru do Vossa.
Prve storitve so se začele 1. julija 1907 od Vossa do Myrdala. Uradni uvodni vlak je 9. decembra 1907 poskušal prečkati del proge do Gulsvika, a je obstal v močnem sneženju in se je moral vrniti. Izkazalo se je, da so morali železnico zapreti in je trajalo mesec in pol, da so jo očistili snega. Tudi rotacijski snežni plug s 750 kW ni bil dovolj zmogljiv, da bi se znebil snega. Nov poskus odprtja proge leta 1908 je uspel in vlak je odpeljal iz Gulsvika v Bergen. Proga od Roa do Gulsvika je bila še vedno v gradnji, zato je bil prehod vzdolž proge Drammen prek proge Krøder z ladjo čez Krøderen do Gulsvika. Prvi redni vlak z Zahodne postaje Oslo na poti v Bergen je odpeljal 10. junija 1908.
25. novembra 1909 je vlak na poti iz Bergna zapeljal v Oslo Østbanestasjon, dva dni kasneje pa je bila železnica uradno odprta v Vossu. Kralj Haakon VII. Norveški je ob odprtju izjavil, da je bila linija norveška inženirska mojstrovina njegove generacije.

### Druga svetovna vojna
Nemška okupacija Norveške v času druge svetovne vojne je bila zahtevno obdobje za Norveške državne železnice kot celoto. Tudi ta železniška proga je bila zelo prometna. Proga je bila močno uporabljena tako za nemški vojaški kot civilni prevoz, veliko opreme in vzdrževanja pa je manjkalo.
28. februarja 1944 je tovorni vlak, ki se je spuščal proti vzhodu in je bil natovorjen z nafto in bencinom, izgubil zavorno moč in postal pobegli vlak ter se na koncu zaletel v potniški vlak, ki je peljal proti zahodu v Breifossu, vzhodno od Geila. V iztirjenju in poznejšem požaru je umrlo 25 civilistov in neznano število nemških vojakov. Nesrečo naj bi povzročilo slabo mazalno olje in hladno vreme.

### Povojna elektrifikacija
Glede na obilico hidroelektrarn na Norveškem in visoke stroške uvoza premoga za pogon parnih lokomotiv je bilo z elektrifikacijo proge mogoče doseči precejšnjo gospodarsko korist. Načrti za elektrifikacijo proge so obstajali že od odprtja proge. Leta 1912 je bila proga od Nesttuna do Bergna predlagana elektrificirana in obnovljena v dvotirno po odprtju elektrificirane proge Thamshavn leta 1908. Med načrtovanjem proge Hardanger in proge Flåm v 1930-ih je bila ponovno predlagana elektrifikacija proge. Čeprav sta bila oba kraka zgrajena z električno vleko, glavna proga ni bila. Izraženi so bili nasprotni predlogi, ki so predlagali predelavo na lokomotive, ki delujejo na olje ali premogov prah. Leta 1939 je bil uveden načrt za nacionalno elektrifikacijo in Vossova linija je bila glavna prednostna naloga. Toda izbruh druge svetovne vojne je načrte zavrnil in šele v 1950-ih si je bilo spet mogoče privoščiti takšne naložbe. Vossebanen je električno vleko začel uporabljati 2. julija 1954. Električna energija se napaja preko nadzemnega voda.
Leta 1952 je parlament uvedel nov načrt za elektrifikacijo 1153 kilometrov železnice, pri čemer je bila proga od Vossa do Hønefossa na četrtem mestu. Ta odsek proge je bil ocenjen kot »težaven« zaradi ozkih ovinkov, težavne poravnave proge; in tudi, da je nadzemni vod lahko občutljiv na slabo vreme, zlasti sneg in led. Testni transformator 16,5 kV je bil nastavljen na Finseu, da bi ugotovili, ali je možno vzdrževati vozno mrežo brez ledu, in jo je lahko.
Naslednje leto je NSB sprožil kampanjo stran s paro, ki naj bi nadomestila vse parne lokomotive z električnim ali dizelskim pogonom. Ker elektrifikacija ni bila neizbežna, je NSB leta 1958 uvedel dizelsko vleko na progi Bergen, pretežno z uporabo zaloge Di 3. Čas potovanja med terminaloma se je skrajšal za približno eno uro. Poleti so začeli obratovati dizelski motorji razreda 66, vendar niso bili dovolj težki, da bi prenesli zimo, zato so služili samo v poletnih mesecih. Proga je bila elektrificirana v štirih fazah, od Roa do Hønefossa 1. februarja 1961, od Hønefossa do Åla 1. decembra 1962, od Åla do Ustaoseta 15. decembra 1963 in nazadnje od Ustaoseta do Vossa 7. decembra 1964. Ko se je točka elektrifikacije premikala čez goro, je tudi točka NSB zamenjala lokomotivo na vlaku. Nova lokomotiva El 13 je bila predana v promet na električnih delih. Elektrifikacija je stala 143 milijonov NOK.
NSB je ekspresnim vlakom kot eni glavnih linij vedno dodelil najnovejše lokomotive. Ko je bil El 14 dobavljen leta 1968, je bil dan v uporabo na Bergensbanen, tako kot El 16 leta 1977, El 17 leta 1981, in končno El 18 leta 1996. Starejše lokomotive so bile preusmerjene v tovorni promet. Leta 2000 so začeli obratovati električni motorni vlaki z nagibnimi vlaki razreda 73, označenimi kot Signatur, s hitrostjo 210 kilometrov na uro (130 mph). Vendar jih ni mogoče uporabljati pri teh hitrostih na nobenem delu bergenske proge in le nekateri deli proge Asker in okoli mesta Finse lahko delujejo hitreje od drugih uporabljenih tirnih vozil. Prav tako obstaja razlog za dvom o njihovi zimski zmogljivosti na zelo zahtevni progi Bergen. Občasno so obtičali v snegu in 21. februarja 2007 je enomotorna enota iztirila, potem ko je trčila v snežno grudo. Ko bodo prenovljeni vagoni na voljo, bodo več enote odstranjene s proge in nadomeščene s tradicionalnimi vlaki, ki jih vlečejo lokomotive.

## Železnica za visoke hitrosti
Predstavljenih je bilo več predlogov za hitro železnico od Osla do Bergna. Predhodne študije, izvedene za nacionalno železniško upravo, so pokazale pozitivno razmerje med stroški in koristmi pri gradnji železnice za visoke hitrosti od Osla do Bergna. Najprimernejša trasa bi bila približno po obstoječi trasi (vendar z novim predorom Oslo–Hønefoss). Oslo–Trondheim in Oslo–Halden naj bi bila zgrajena prej zaradi nižjih stroškov. Izdana sta bila tudi dva lobistična predloga trase. Ena vključuje »hitri obroč« iz Osla, preko Numedala do Geila, nato po Bergensbanenu do Bergna in nadaljevanju proti jugu do Stavangerja in nazaj v Oslo preko Kristiansanda. Norsk Bane je predstavil idejo o izgradnji skupne proge od Osla do Haukelija in nato odcepa do Bergna in Stavangerja.
Takšne dolge železnice za visoke hitrosti niso vključene v preliminarni dolgoročni načrt za 2010–2040, verjetno pa bosta najprej zgrajeni železnici Hamar–Trondheim in Drammen–Kristansand, saj ju je lažje zgraditi. Verjetno bo hitra železnica do Bergna zgrajena nekje v obdobju 2030–2060.